# Lene Østergaard
Lene Østergaard Nielsen (født 8. oktober 1998 i Esbjerg) er en dansk håndboldspiller, der spiller for Randers HK i Damehåndboldligaen.